# Миллекампс, Люк
Люк Миллекампс (нидерл. Luc Millecamps, род. 10 сентября 1951, Варегем, Западная Фландрия) — бельгийский футболист, игравший на позиции защитника. Младший брат Марка Миллекампса.

## Карьера

### Клубная
Всю карьеру провёл, играя только за «Варегем» из родного города. Выиграл в 1974 году Кубок Бельгии, в 1982 году завоевал Суперкубок Бельгии.

### В сборной
В сборной провёл 35 игр. Серебряный призёр чемпионата Европы 1980 года.